# Estació de París-Montparnasse
L'estació de París-Montparnasse, coneguda també com a estació de Montparnasse, és una de les sis grans estacions terminals de la SNCF a París, a cavall entre els 14 i 15 districtes de París, al sud de la capital. Extrem del cap de la LGV Atlantique i la línia N de Transilien, aquesta és la quarta estació de París pel seu trànsit, aproximadament 50 milions de viatgers per any

## Ubicació del ferrocarril
Establerta a 63 m d'altitud sobre el nivell del mar, l'estació de París-Montparnasse és l'origen de la línia de París-Montparnasse a Brest però el seu quilòmetre zero es troba a l'antiga estació Montparnasse. L'estació actual (antiga estació del Maine) està situada al punt quilomètric (PK) 0,450 i l'estació Vaugirard es troba al PK 0,821. La primera estació després de París-Montparnasse és l'estació de Vanves-Malakoff.

## Història

### L'estació de l'Oest
La primera estació Montparnasse, dita llavors «estació de l'Oest - Marge esquerre» va ser construïda el 1840 a la vora del bulevard Montparnasse, Place de Rennes (ara plaça del 18 de juny de 1940), enfront de la Rue de Rennes, on ara hi ha la torre de Montparnasse.

### Antiga estació Montparnasse

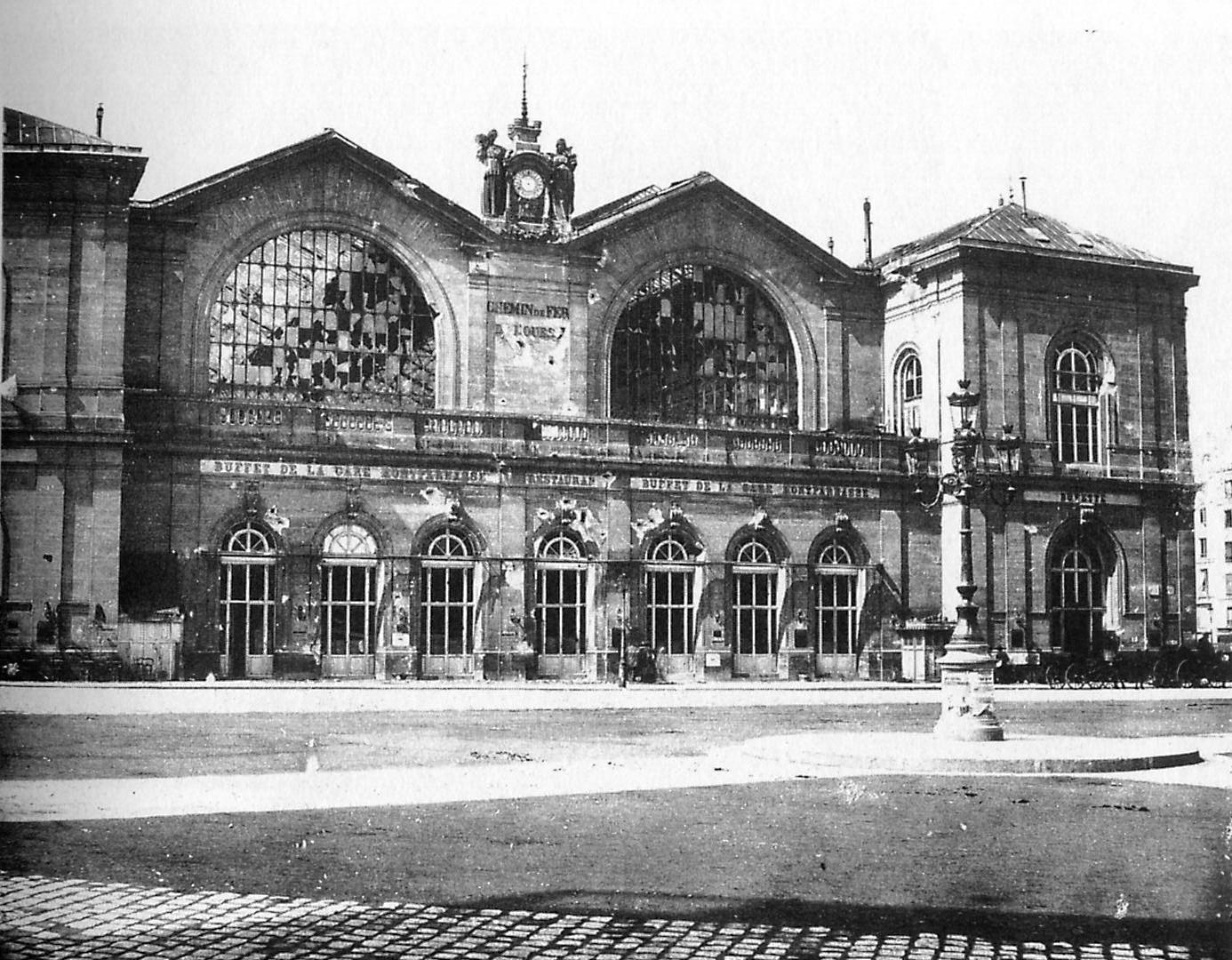
Estació Montmarnasse cap a 1871

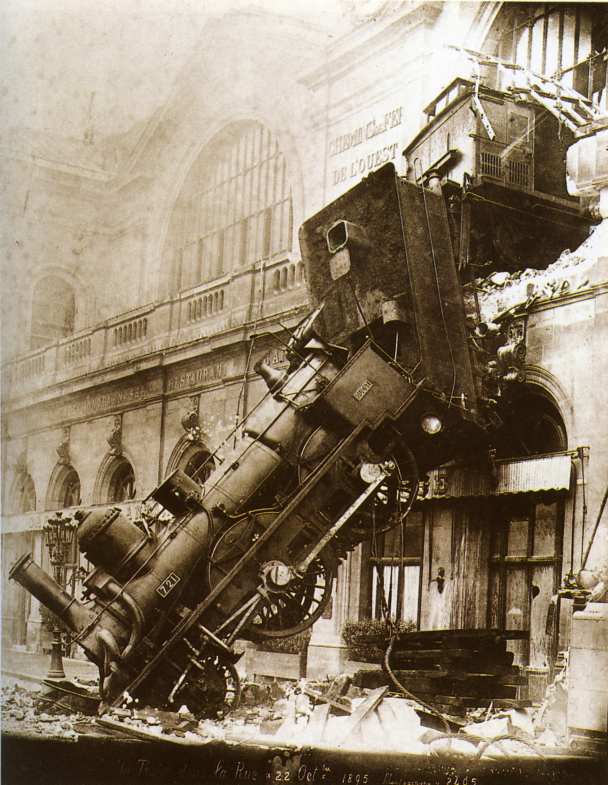
Accident ferroviari de 1895.

Ràpidament es va quedar massa petita per fer cara al desenvolupament del trànsit, i l'estació de l'Oest va ser substituïda, a la mateixa localització, per una nova estació construïda el 1852 per l'arquitecte Victor Lenoir i l'enginyer Eugène Flachat. La segona estació va sobreviure fins als anys 1960.